# Anna Feilner

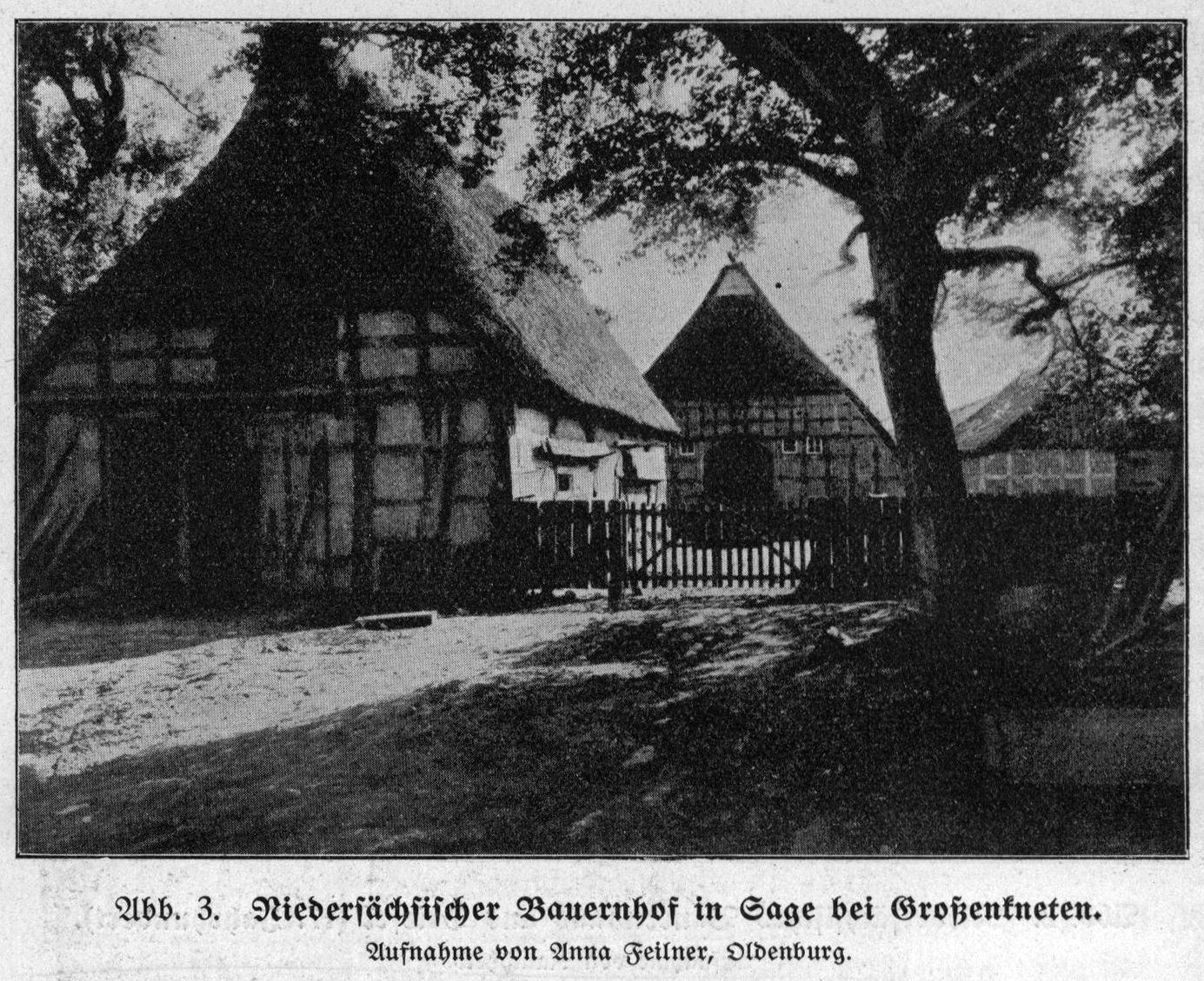
Bauernhof in Sage aus „Heimatkunde des Herzogtums Oldenburg“, Bd. I, 1913, S. 314

Anna Geneta Helene Margarete Feilner (* 8. Oktober 1863 in Elsfleth; † 17. April 1929 in Oldenburg (Oldb)) war eine Fotografin in Oldenburg.

## Biografie
Anna Geneta Helene Margarete Feilner erlernte das fotografische Handwerk bei ihrem Onkel Hans Jürgen Feilner, der sein Fotoatelier 1874 in Oldenburg eröffnet hatte. Ihr Großonkel Johann Eberhard Feilner, 1802 in Köln geboren, gilt noch heute als einer der ersten und berühmtesten Daguerreotypisten Deutschlands. Dessen Sohn, Jean Baptiste Feilner, fast noch bekannter als der Vater, richtete in Oldenburg 1882 ein Atelier ein und wurde ab 1887 in den Adressbüchern als Hoffotograf geführt. Anna Feilner entstammte also einer bekannten Fotografenfamilie.
Nach ihrer Ausbildung war sie um die Jahrhundertwende in Oldenburg die einzige Frau, die ein eigenes Fotoatelier führte und zwar so erfolgreich, dass sie 1897 für kurze Zeit eine Zweigstelle in Brake (Unterweser) eröffnen konnte.

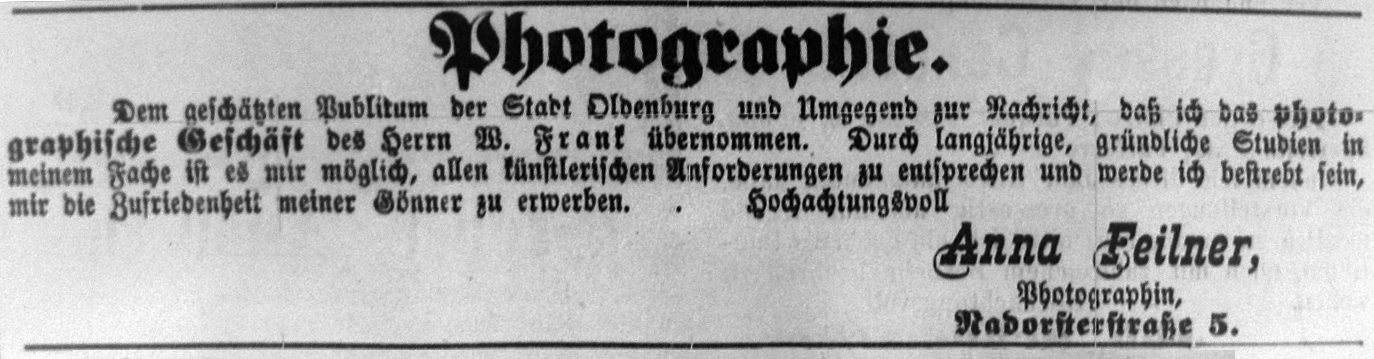
Anzeige zur Eröffnung ihres neuen Geschäftes (Oldenburger Anzeiger, 1885)

Ihre Fotografien wurden auf zahlreichen Ausstellungen ausgezeichnet. Sie wurde vom Deutschen Photographen-Verein 1903 in Dresden prämiert und bekam 1904 in Kassel eine Silberne Medaille für ihre vorzüglichen Leistungen. Im „Deutschen Photographen Kalender 1905“ zierte eine ihrer Fotografien das Erinnerungsblatt. 1906 fand die Dritte Deutsche Kunstgewerbeausstellung Dresden statt, wo sie im Photographischen Salon vertreten war und ein Ehrendiplom erhielt.
Großen Erfolg hatte sie 1905 auf der Nordwestdeutschen Kunst- und Gewerbeausstellung in Oldenburg. Hier hatte sie als einzige Fotografin einen eigenen Pavillon und die Qualität ihrer Fotos überzeugte. Ihr Engagement auf der Landesausstellung wirkte sich für sie sehr positiv aus, denn es brachte ihr neben einer Goldmedaille auch den Titel der Hoffotografin ein.

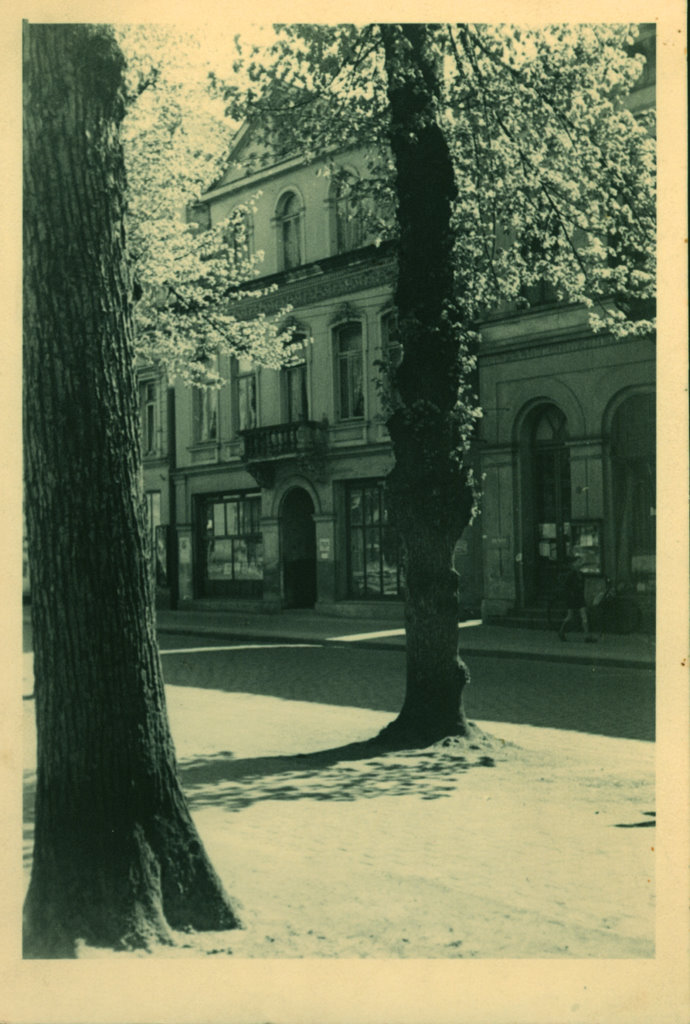
Anna Feilners Atelier am Schloßplatz in Oldenburg

Auch international erfuhr Anna Feilner Anerkennung. 1907 wurden in dem Artikel „The Autochrome Plate – Some First Experiences“ in der amerikanischen Zeitschrift „The Camera“, der erste Versuche mit der Farbfotografie beschrieb, zwei Fotografien von ihr veröffentlicht. Die Photographische Genossenschaft in Amerika verlieh ihr das Ehrendiplom und auf der Ausstellung deutscher Fotografen und Fotografinnen auf der „Tenth convention of the Photographer’s Association in New England“ im gleichen Jahr in Boston wurden ihre Fotografien gezeigt.
1909 war Anna Feilner auf der Internationalen Photographischen Ausstellung (Ipha) in Dresden mit drei Fotografien (Damenbildnis, Kinderbildnis, Großherzog von Oldenburg) vertreten und erhielt eine Auszeichnung für das Foto des Großherzogs. Das auf der Ipha gezeigte Kinderbildnis wurde 1910 in dem Artikel „The gum-platinum process“ in der Zeitschrift „American Photography“ veröffentlicht.
Mit ihrer Beteiligung an der Oldenburger Landesausstellung 1905 hatte Anna Feilner den Grundstock für ein kleines Vermögen gelegt und konnte 1908 ein Haus nahe dem Oldenburger Schloss am Inneren Damm 12, heute Schlossplatz 23, erwerben. Dort feierte sie im Oktober 1910 ihr 25-jähriges Berufsjubiläum. Anna Feilner arbeitete bis 1919, dann übergab sie das Atelier an Hans Bourquin, der es bis 1924 unter ihrem Namen weiter führte.
Die Grabstelle ist auf dem Oldenburger Gertrudenfriedhof bis heute erhalten. Seit einigen Jahren ist sie Bestandteil der Friedhofsführungen des Zentrums für Frauengeschichte Oldenburg (ZFG). Auch im Friedhofsführer ist sie beschrieben. Während der Langen Nacht der Kirchen 2008 entstand ein Kunstwerk der Oldenburger Bildhauerin Doris Reske. Dieses Kunstwerk, eine Stele, schmückt nun die Grabstelle.

## Werke
- Erinnerung an die Landes-Industrie- und Gewerbeausstellung, die Nordwestdeutsche Kunstausstellung und die Ausstellung Kunstgewerbl. Altertümer Oldenburg 1905. Allmers, Varel 1905, urn:nbn:de:gbv:45:1-5857 (meist nach Aufnahmen von Anna Feilner, Ausstellungsstände von G. Kahlmeyer).